# 仙女座VI
飛馬座矮橢球星系（也稱為仙女座 Ⅵ或縮寫為Peg dSph）距離270萬光年，是位於飛馬座的一個矮橢球星系。飛馬座矮橢球星系是本星系群的成員，也是M31的衛星星系。

## 一般資訊
飛馬座矮橢球星系的恆星以貧金屬的星族為主，它的[Fe/H] ≃ −1.3。它的位置在赤經 23h51m46.30s，赤緯 +24d34m57.0s（赤道座標系統，J2000.0曆元），距離地球大約820 ± 20 千秒差距 ，而距離仙女座大星系大約294 ± 8千秒差距[a]。
飛馬座矮橢球星系是在1999年由帕羅馬第二次巡天（POSS-II））的作者們發現的。 Sky Survey (POSS-II) films.

## 外部連結
- NASA/IPAC Extragalactic Database: Pegasus Dwarf Spheroidal
- Armandroff, Jacoby, & Davies, "Low Surface Brightness Galaxies around M31", Astrophys. J. 118, 1220-1229 (1999).

## 註解
1. ^ For an angular distance θ between C and
G, their mutual linear distance R is given by:
      R2 = D2
g + D2
c - 2 × Dg × Dc × cos(θ)[3]